# WATERS takeshiba
WATERS takeshiba（ウォーターズ竹芝）は東京都港区海岸にある東日本旅客鉄道（JR東日本）が開発したホテル、オフィス、店舗、劇場などからなる複合施設。

## 概要
旧国鉄時代の1970年代に浜松町駅にほど近い竹芝地区において、シーサイドホテル芝弥生、社宅、現業事務所が建設され、JR東日本承継後の1998年にJR東日本アートセンターが開業した。これら約23,000平方メートルの事業用地をラグジュアリーホテル（メズム東京、オートグラフコレクション）・賃貸オフィス・商業施設（アトレ竹芝）・JR東日本四季劇場［秋］・JR東日本四季劇場［春］（建て替え）からなる複合高層ビルへ再開発すべく、清水建設が埋め立て地特有の軟弱地盤での困難な地下工事などを手掛け、新型コロナウイルスの感染拡大に伴い、当初予定より遅れたが順次施設は開業に至った。なお、2005年開業の自由劇場は再開発対象から外れて存続している。
"つぎの豊かさを生み出すまち"をビジョンに掲げ、既存の5棟の建物を、タワー棟、シアター棟、バーキングの3棟に集約化、高層化することで、魅力ある広場や沿道部の賑わいを創出し、これまで劇団四季とともに培ってきた文化・芸術の発信機能を核に、水辺には、広場と連続した船着場、干潟を整備することで新たな舟運や水辺のアクティビティを生み出し、計画地の高いポテンシャルを最大限に活かした、新しいまちづくりを目指した。ホテルは、世界的な高級ホテルチェーンであるマリオットの「オートグラフコレクション」に加盟している。

## 施設

### タワー棟
頂部にホテル、中層部にオフィス、下層部に商業施設が配され、構造種別は、地下SRC造、地上S造（一部CFT柱）の制振構造である。大空間オフィスの上に居住空間を複数要するホテルを重ねるために15階に切り替え階を設け、柱スパンの切り替えと水平剛性の確保、設備・電気インフラの展開ができる構成としている。
メズム東京、オートグラフ コレクション
JR東日本グループの日本ホテルがマリオット・インターナショナルと初提携して開業したラグジュアリーホテル。16階に置かれたロビーにはゲストが自由に弾くことができるヴィンテージグランドピアノも備え、フロントは和の折り紙と宇宙の構造物にも取り入れられている先端科学が融合したミウラ折りのアートが飾る。
スイートルーム8室を含め、客室は265室設け、浜離宮に面する客室全てにテラスを配置し、上階に向かうほどテラスの面積を大きくすることで、眼前に広がる浜離宮と汐留の超高層ビル群、スカイツリーが一望できる開放的な眺望と屋外空間が体験できるようにしたほか、全客室にカシオ計算機の電子ピアノが導入された。またレストラン、ラウンジ、宴会場、フィットネス等の付帯施設は6ヵ所設けた。
オフィス
5階～14階がオフィスで、JR東日本ビルディングが運営する。風の影響を受けにくい下層部ではテラスの面積を大きく取り、アウターワークスペースとして活用できるようにし、上階に向かうほど執務室の眺望がより開けるようにテラスの奥行きを浅く計画している。当時東新橋などにあったヤクルト本社グループ各部門が集約されて入居、満床で竣工した。
アトレ竹芝
タワー棟とシアター棟の低層部に位置する商業空間で初の駅ソトアトレとなる。レストラン、ショップ、クリニック、エンターテイメントなどからなり、核店舗の一つとして、イオン傘下の有機食品専門店を展開するビオセボン・ジャポンが「ビオセボン アトレ竹芝店」を出店したが、2024年7月に営業終了。2024年9月にアトレ初出店となるスーパーマーケットサカガミのフードセレクトショップがオープンした。

### シアター棟
劇団四季の新拠点である客席数約1,200席のJR東日本四季劇場［秋］および約1,500席のJR東日本四季劇場［春］が入る。既存の自由劇場と併せた3劇場で、“日本の演劇文化”を発信していく。

### 竹芝地区船着場（ウォーターズ竹芝前）・竹芝干潟
一般社団法人竹芝エリアマネジメント（正会員 アルベログランデ、東急不動産）とJR東日本が竹芝地区の利便性・魅力向上に向けた取組みとして、竹芝エリアマネジメントがウォーターズ竹芝の前面の汐留川の占用許可を受け、JR東日本が船着場・干潟の整備を行った。
これにより、完成した船着場から東京都観光汽船、観光汽船興業、東京都公園協会が浅草、豊洲、お台場等に向け定期航路船（水上バス）を運行し、JR東日本は整備した干潟で環境学習活動を実施している。